# Cavall hispà-bretó
El cavall hispà-bretó és una raça de cavall que va ser creada per satisfer les necessitats agràries en les zones muntanyoses creuant el cavall espanyol amb la raça del cavall bretó portada de França, però amb la mecanització del camp en els anys 60 del segle xx va deixar d'utilitzar-se per treballar al camp.
Avui dia s'utilitza per a la producció de carn i la prevenció d'incendis. Es cria en règim totalment extensiu, a la tardor, primavera i hivern es tenen a la terra baixa i a l'estiu es pugen als ports de muntanya. Només reben substitut de la pastura (fenc, palla i pinso) en situacions puntuals d'escassetat.
La reproducció es realitza amb munta natural i els poltres es deslleten als 6 mesos amb la baixada de les eugues a la terra baixa a l'hivern. Els poltres es destinen a la producció de carn de poltre.
Aquesta raça de cavall està estesa pel Pirineu i Prepirineu aragonès i pel Sistema Cantàbric.